# North Sentinel Island
North Sentinel Island ist die westlichste Insel der zu Indien gehörenden Inselgruppe der Andamanen im Indischen Ozean. Als erster Europäer sichtete sie 1771 John Ritchie, und sie wurde 1880 von Maurice Vidal Portman als erstem Europäer betreten.
Die Insel wird ausschließlich von den Sentinelesen bewohnt, einem isolierten Volk, das jeden Kontakt mit dem Rest der Welt ablehnt. Die Onge, ein weiteres indigenes Volk der Andamanen, nennen die Insel Chankute. Wie die Sentinelesen ihre Heimat nennen, ist unbekannt.

## Geographie

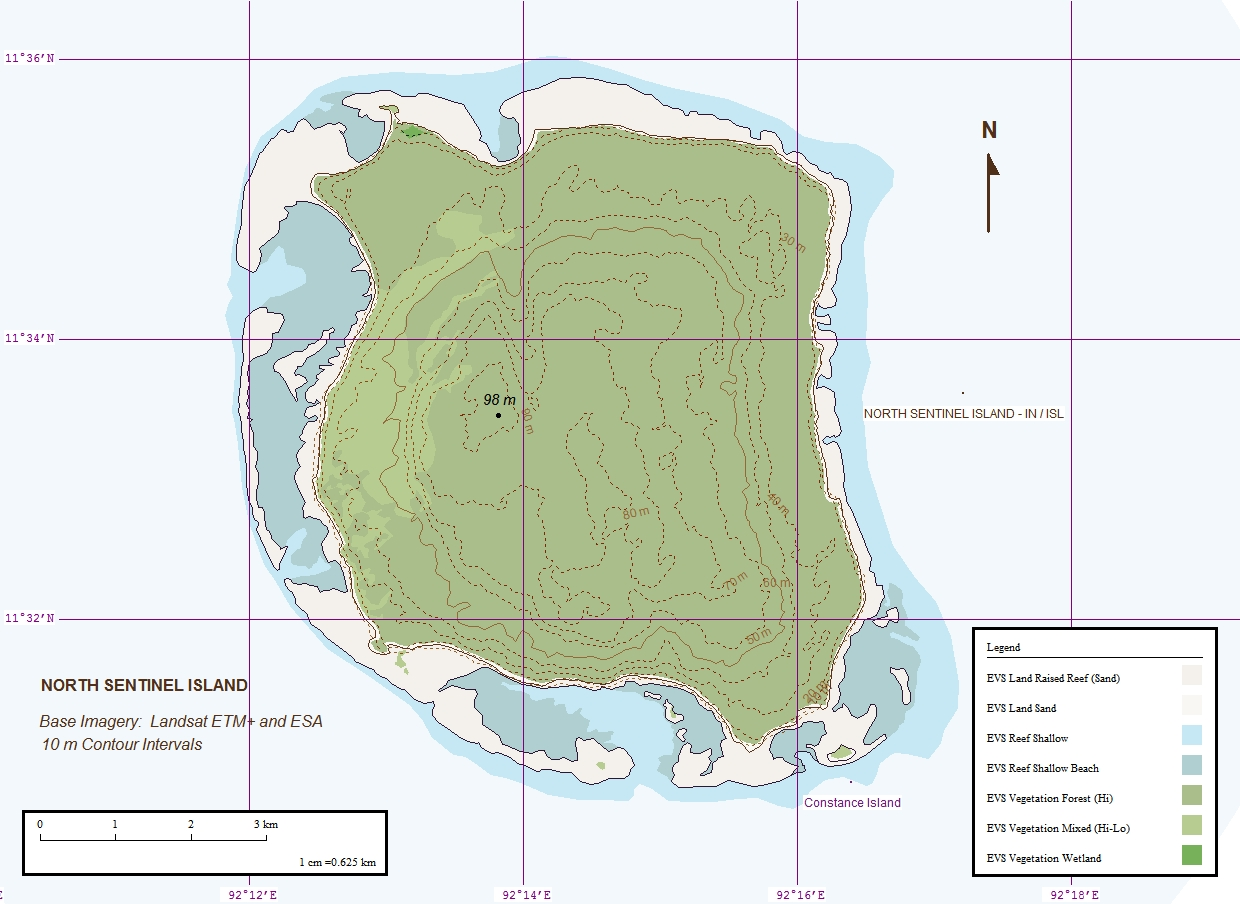
Karte von North Sentinel Island → Hinweis: Als höchster Punkt wird hier „98 m“ angegeben – offizielle Angaben nennen 122 m.

Die Insel liegt knapp 40 Kilometer westlich von Süd-Andaman, rund 60 Kilometer nördlich von South Sentinel Island und ist von Riffen umgeben. Sie hat eine Fläche von knapp 60 km². Die höchste Erhebung erreicht 122 Meter über dem Meeresspiegel. Die Insel weist eine dichte tropische Vegetation auf und ist recht flach. Der Umfang der Insel beträgt ca. 28 Kilometer. Die Insel gehört zum Ferrarganj tehsil im South Andaman District.

## Bevölkerung
Die Einwohnerzahl belief sich laut Volkszählung von 2001 auf 39, es könnten jedoch auch mehr als hundert sein, die in den Wäldern der Insel leben, da aufgrund der selbstgewählten Isolation der Sentinelesen keine Zählung stattfand. Die Schätzung zum Stichtag 31. Dezember 2013 führte 50 Einwohner auf, litt aber unter demselben Problem. Das Online-Magazin Travelbook des Springer-Verlags zitierte im Jahr 2021 eine Schätzung der Einwohnerzahl mit 50 bis 80.

## Geschichte
Der Brite John Ritchie berichtete 1771, dass North Sentinel Island bevölkert sein müsse, da man von der Diligent, einem Forschungsschiff der Britischen Ostindien-Kompanie, an der Küste zahlreiche Lichter gesehen hatte.
1880 landete der britische Kolonialbeamte Maurice Vidal Portman als erster Europäer auf der Insel und verschleppte sechs Sentinelesen nach Port Blair. Die Verschleppten erkrankten rasch, zwei der Sentinelesen starben. Die verbliebenen Inselbewohner wurden daraufhin zurück auf die Insel gebracht. Portman kehrte zwischen Januar 1885 und Januar 1887 mehrmals auf die Insel zurück.
1896 entkam ein indischer Sträfling auf einem Floß von den Großen Andamanen und gelangte auf die Insel. Die Suchmannschaft fand ihn Tage später, von Pfeilen getroffen und mit durchgeschnittener Kehle.
Der österreichische Bergsteiger und Autor Heinrich Harrer versuchte 1974 in Begleitung des belgischen Ex-Königs Leopold III. mit den Sentinelesen Kontakt aufzunehmen, wurde aber mit Pfeil und Bogen bedroht und zog sich zurück. 1975 waren Anthropologen und der Fotograf Raghubir Singh für National Geographic dort. Sie lockten Einwohner mit Kokosnüssen und anderen Lebensmitteln an den Strand und fotografierten sie aus der Ferne.
Am 2. August 1981 strandete während eines Taifuns der Frachter Primrose im Nordwesten der Insel. Die 33-köpfige Besatzung wurde mit einem Hubschrauber gerettet. Das Wrack verblieb an Ort und Stelle (Standort), da eine Bergung nicht möglich war.
Am 4. Januar 1991 betraten die Ethnologen Trilok Nath Pandit und Vishvajit Pandya die Insel. Diese Begegnung verlief friedlich.
Die Insel wurde 1996 zum Sperrgebiet erklärt, der Besuch der Insel ist deshalb seither verboten. Das Verbot wird von der indischen Marine und der indischen Polizei überwacht.
Als nach dem Erdbeben im Indischen Ozean 2004 ein Hubschrauber der indischen Küstenwache die Insel überflog, wurde er mit Pfeilen beschossen und zur Umkehr gezwungen. Bei dem Erdbeben wurde die tektonische Platte unter der Insel um ein bis zwei Meter angehoben, wodurch sich ihre Küstenlinien ausweiteten und einige der Korallenbänke trockenfielen.
Im Januar 2006 wurden zwei Fischer möglicherweise von Sentinelesen getötet. Die genauen Todesumstände sind ungeklärt, wie auch die Frage, ob die Fischer heimlich zur Küste gerudert oder versehentlich vom Kurs abgekommen waren. Der Fund der Leichen am 28. Januar 2006 durch einen Suchhubschrauber widerspricht lange Zeit verbreiteten Gerüchten, die Sentinelesen seien Kannibalen.
Im November 2018 wurde der US-amerikanische Missionar John Allen Chau von Einwohnern getötet, als er verbotenerweise die Insel betrat, um die Sentinelesen zu bekehren.
Am 29. März 2025 landete der 24-jährige US-Tourist Mykhailo Polyakov unerlaubt auf der Insel. Trotz Versuchen, durch Pfeifensignale Aufmerksamkeit zu erregen, wurde Polyakov von den Sentinelesen ignoriert. Er betrat die verbotene Insel für wenige Minuten, filmte sich dabei, entnahm Sandproben und hinterließ Geschenke. Nach seiner Rückkehr wurde er auf den Andamanen und Nikobaren von der Polizei festgenommen und seine Ausrüstung beschlagnahmt.